# Kiwayu
Kiwayu (auch Kiwaihu) ist eine Insel der Lamu-Inselgruppe in Kenia und ist die einzige bewohnte Insel im Marine Park Kiunga National Marine Reserve. Sie liegt etwa 10 km nördlich von Pate Island und ist an der engsten Stelle etwa 500 Meter vom Festland entfernt. Im Zentrum der Insel steht ein kegelförmiger Hügel, mit einer Erhebung von 47 Metern.
Die Bewohner der Insel leben vom Fischfang und dem Tourismus.